# نينجا:شادو أف داركنس
نينجا:شادو أف داركنز (بالإنجليزية: Ninja: Shadow of Darkness)‏ لعبة فيديو نينجا مغامرة أكشن على الجهاز بلاي ستيشن في عام 1998. وقد برمجته كور ديسغن (Core Design) ، والمعروفة باسم أفضل مطوري لـسلسلة تومب رايدر.

## روابط خارجية
- نينجا:شادو أف داركنس على موقع IMDb (الإنجليزية)